# علی تنانت
لورن آلیستر تنانت ، معروف به علی تنانت، خواننده، ترانه‌سرا و تهیه‌کننده/مربی آواز بریتانیایی است که با بی‌ام‌جی رایتز منیج‌منت قرارداد امضا کرده است. او که کار ترانه‌سرایی خود را در سال ۱۹۹۸ آغاز کرد.
تنانت یک آلبوم Crucial را با نام علی در سال ۱۹۹۸ و یک تک آهنگ با نام «عسل تلخ» در پلی‌دور منتشر کرد.